# Carlos do Monte Argus
São Carlos do Monte Argus, C.P. (11 de dezembro de 1821 — 5 de janeiro de 1893), foi um padre passionista holandês que serviu na Irlanda do século XIX. Ele ganhou reputação por sua compaixão pelos enfermos e necessitados de orientação. Sua reputação de curas e milagres era tão grande na época que uma referência a ele é feita no famoso romance Ulisses de James Joyce. Ele foi canonizado pela Igreja Católica. Seu dia de festa é 5 de janeiro.

## Vida
Ele nasceu Joannes Andreas Houben em 11 de dezembro de 1821 na aldeia de Munstergeleen na província de Limburg, no Reino dos Países Baixos, filho de Peter Joseph Houben e sua esposa, Johanna Elizabeth Luyten. Ele recebeu o nome de seu tio materno e padrinho, mas pela família era conhecido como André. Seu pai era moleiro de profissão. Quando menino, Andrew frequentou a escola primária da aldeia. Um dos 11 filhos de uma família pobre, ele aprendeu devagar na juventude. Para quem está fora de sua família, ele parecia quieto e extremamente tímido. Um aluno lento, por dez anos ele caminhou as três milhas até uma escola secundária na cidade vizinha de Sittard.
Quando Houben tinha 19 anos, ele foi alistado para o serviço militar no Primeiro Regimento de Infantaria da Holanda. Diz-se que, em certas ocasiões, durante seu tempo como soldado, houve um distúrbio na cidade; o exército foi convocado e ordenado a atirar. Com medo de acertar alguém, Andrew apontou seu rifle para o lado errado e por pouco não atirou em seu oficial superior. Em 18 de fevereiro de 1845, seu período como reserva no exército chegou ao fim e ele foi formalmente dispensado.

## Passionista

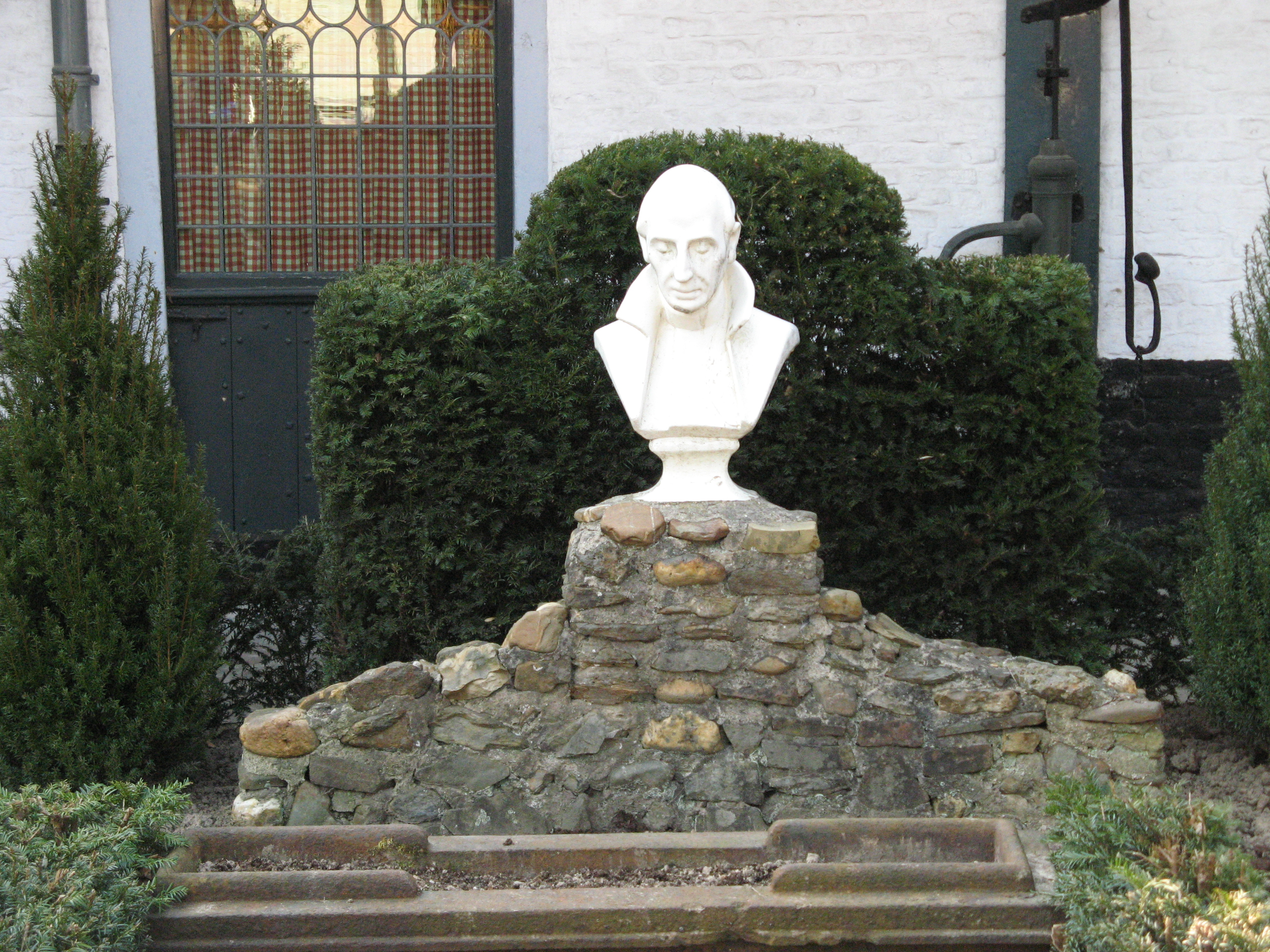
Busto de São Carlos em Munstergeleen

Sentindo-se chamado à vida religiosa, em 1845 Houben foi admitido no noviciado dos Passionistas, recém-chegados à Bélgica, na aldeia de Ere, perto de Tournai. Emitiu os votos religiosos no ano seguinte e recebeu o hábito religioso e o nome religioso de Carlos de Santo André. Seu pai morreu em 1850, pouco antes da ordenação de Charles como padre. A família era tão pobre que não puderam comparecer à ordenação por causa das despesas do funeral. Mesmo dias felizes eram dias solitários. Ele foi enviado para servir na Inglaterra em 1852. Ele fez ministério paroquial na Paróquia de St. Wilfred e áreas vizinhas. Servindo lá, Carlos teve o primeiro contato com os irlandeses que estavam se mudando para a Inglaterra após a fome devastadora que estava acontecendo lá.
Em julho de 1857, Carlos foi transferido para a Irlanda para o mosteiro recém-fundado do Monte Argus, em Harold's Cross, Dublin. Tradicionalmente, os Passionistas devem conduzir missões e retiros e, por meio da pregação, divulgar a devoção à Paixão de Cristo. Carlos não era um bom pregador. Ele nunca dominou realmente a língua inglesa, mas era no confessionário e no conforto dos doentes que se destacava e passou a gostar do povo irlandês. Na comunidade, ele era alegre e muitas vezes era ouvido cantarolando o hino nacional holandês enquanto caminhava pela casa.

## Curador
Foi o dom de Carlos de curar os enfermos que é mais claramente lembrado. Outro membro da comunidade Passionista em Dublin, Sebastian Keens, C.P., falou sobre um menino de 12 anos que perdeu o uso de sua perna e foi levado a ele. Sem demora ligou para Carlos e logo em seguida encontrou o menino andando de um lado para o outro na frente da casa, completamente curado. Ele se tornou tão popular entre as pessoas que as autoridades diocesanas, assim como a classe médica, começaram a suspeitar dele. Alguns médicos reclamaram com o cardeal Cullen, o arcebispo de Dublin, que ele desencorajava as pessoas de irem ao médico, uma alegação posteriormente retirada. Pessoas sem escrúpulos tomaram água benta abençoada por Carlos e sem o seu conhecimento começaram a vendê-la em toda a Irlanda. Para desencorajar essa prática, Carlos foi transferido de volta para a Inglaterra em 1866 e lá permaneceu por oito anos.
Carlos voltou a Dublin em 1874. Uma armadilha na qual ele viajava derrubou perto do Convento de Santa Clara em Harold's Cross, causando uma fratura que nunca foi corrigida. Ele permaneceu em Dublin até sua morte, que ocorreu na madrugada de 5 de janeiro de 1893.

## Veneração

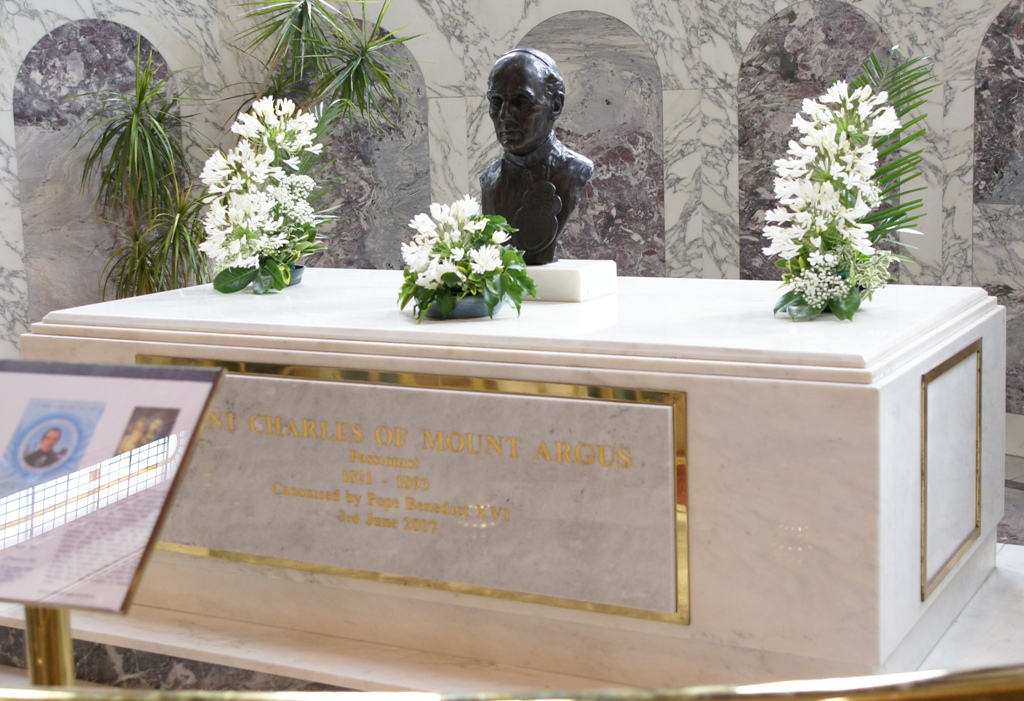
A tumba do Padre Carlos na Igreja do Monte Argus, Dublin

Em seu funeral, assistido por pessoas de toda a Irlanda, houve a prova definitiva da devoção popular que o cercou ao longo de sua vida. O Superior do mosteiro escreveu à família: “O povo já o declarou santo”.
A causa da canonização de Charles foi apresentada em 13 de novembro de 1935. Depois da declaração de um milagre atribuído à sua intercessão, em 16 de outubro de 1988, o Papa João Paulo II beatificou o homem a quem todos chamavam de Santo do Monte Argus. O milagre que levou à sua canonização foi a cura de Adolf Dormans de Munstergeleen, local de nascimento de Carlos, que foi curado de "apendicite gangrenada perfurada com peritonite generalizada que era multiorganicamente comprometida" e cuja cura "não era cientificamente explicável". Os consultores teólogos e a Congregação Ordinária de Cardeais e Bispos deram sua aprovação unânime ao alegado aspecto sobrenatural da referida alegada cura. Carlos foi canonizado em 3 de junho de 2007 pelo Papa Bento XVI.